# كيتي جاربي
كيتي جاربي (باليونانية: Καίτη Γαρμπή)‏ هي مغنية يونانية، ولدت في 8 يونيو 1961 في أثينا في اليونان.

## وصلات خارجية
- الموقع الرسمي
- كيتي جاربي على موقع IMDb (الإنجليزية)
- كيتي جاربي على موقع ميوزك برينز (الإنجليزية)
- كيتي جاربي على موقع أول ميوزيك (الإنجليزية)
- كيتي جاربي على موقع ديسكوغز (الإنجليزية)